# Underdogs MC
Der Underdogs MC  ist ein deutscher Motorradclub, der überwiegend in Sachsen, Sachsen-Anhalt und Thüringen aktiv ist. Er hat zudem unter anderem Chapter in Beočin und Novi Sad (Serbien) sowie Budva (Montenegro). Der Club versteht sich als regionaler MC mit ostdeutschen Wurzeln. Symbol des Clubs ist der Kopf eines Kampfhundes sowie die Zahl "21", die für den 21. Buchstaben des Alphabets "U" steht. Der Leitspruch des Clubs lautet: "schwarz - laut - zornig!".

## Geschichte
Der Underdogs MC wurde 2007 mit dem sogenannten Motherchapter in Halle und zeitgleich mit einem weiteren Chapter in Leipzig gegründet. Die damaligen halleschen Mitglieder stammten vom vormaligen halleschen Rotalis MC, der im Rahmen eines Patch-Overs im Underdogs MC Halle aufging, sowie aus dem Umfeld von Fanclubs des Halleschen FC. Die damaligen Mitglieder des Leipziger Chapters stammten vom vormaligen Leipziger Prospect-Chapter des Gremium MC und aus dem Umfeld von Fanclubs des 1. FC Lokomotive Leipzig. Innerhalb der ersten drei Jahre des Bestehens entstanden bis 2010 insgesamt sechs Chapter. Im Sommer 2012 löste sich das Chapter Leipzig auf, wurde aber später wiedergegründet. Bis Anfang der 2020er Jahre bildeten sich etwa 15 Chapter sowie weitere etwa 15 Supporter Clubs Namens Bloodhound 21. Im Januar 2025 wechselten die drei Chapter Midland, Badland und G-Town des Underdogs MC zum Freeway Rider’s MC
Der MC pflegt gute Kontakte zu losen Zusammenschlüssen von Motorradfahrern die kein MC sind, zu anderen regionalen MCs und beispielsweise zum Gremium MC sowie zu den Hells Angels und dem Red Devils MC in Leipzig.

## Soziales Engagement
Seit seiner Gründung 2007 führt der Underdogs MC in Halle einen sogenannten City-Run durch, an dem regelmäßig mehrere hundert Motorradfahrer teilnehmen. Für alle Teilnehmer fällt eine Startgebühr an, die sozialen Projekten wie beispielsweise gemeinnützigen Vereinen oder dem Bus Vierjahreszeiten / Kälte und Tafelbus zugutekommen.

## Nähe zur Kriminalität
Bundesweit geriet der MC in die Schlagzeilen, nachdem er ab 2009 an verschiedenen teilweise bewaffneten Auseinandersetzungen mit anderen MCs beteiligt war. Im Januar 2009 wurden Mitgliedern des Gremium MC Potsdam, des Underdogs MC Halle und des Underdogs MC Saalkreis schwerer Raub und schwerer Landfriedensbruch im Rahmen eines Überfalls von Mitgliedern des Veterans MC vorgeworfen.
Ab dem Jahr 2010 kam es insbesondere mit den Chicanos (Supporter des Bandidos MC) mehrfach zu wechselseitigen Überfällen sowie Schießereien. Ein Mitglied der Underdogs wurde später im Revisionsprozess am Bundesgerichtshof zu sechs Jahren Haft verurteilt.

## Nähe zum Rechtsextremismus
Dem MC wird verschiedentlich Nähe zu Rechtsextremisten bzw. Rechtsextremismus vorgeworfen. So soll nach Informationen des Verfassungsschutzes das Klubhaus des halleschen Chapters mehrfach als Auftrittsort für rechtsextreme Bands zur Verfügung gestellt worden sein. Das Lagebild des Verfassungsschutzes ergebe aber, dass unter anderm der Underdogs MC nicht in Gänze rechtsextremistisch sei. Nach dem Überfall auf Connewitz bekamen verschiedene Medien und linke Internetportale Zugriff auf die Liste aller 215, im Zusammenhang mit dem Überfall, festgenommenen Verdächtigen. Diese Liste wurde später im Internet veröffentlicht und dort sind verschiedene, zum Teil führende, Mitglieder der Halleschen, Leipziger und Saalkreis-Chapter aufgeführt. Eine Einordnung als rechtsoffener Motorradclub führte im April 2024 in Bremen zu einem Überfall von etwa 20 Linksextremisten auf vier Mitglieder des Underdogs MC.